# Dambisa Moyo
Dambisa Moyo, född den 2 februari 1969 i Lusaka, är en zambisk ekonom och mest uppmärksammad för sin bok Dead Aid: Why Aid is Not Working and How There is a Better Way For Africa som gavs ut våren 2009. I boken föreslår hon att utvecklingsländer skall utveckla sin egen ekonomi i stället för att göra sig beroende av andra länders bistånd. Boken blev en New York Times bestseller när den släpptes i USA.

## Biografi

### Uppväxt och utbildning
Moyo föddes som dotter till Stephen och Orlean Moyo den 2 februari 1969. Hon bodde under sin barndom en del i USA, men flyttade sedan tillbaka till Zambia där modern började jobba på bank, och fadern fick en karriär inom offentlig förvaltning. Moyo började studera kemi på University of Zambia men hon flyttade från landet år 1991. Istället flyttade hon till USA och tog kandidatexamen i kemi 1991 och tog master's degree i företagsekonomi 1993 från American University i Washington D.C. Efter det jobbade hon två år på Världsbanken innan hon 1997 tog master's degree i offentlig förvaltning. År 2002 blev hon doktor i ekonomi.

### Karriär
Medan Moyo jobbade på Goldman Sachs på heltid under 2001 började hon skriva boken Dead Aid: Why Aid Is Not Working and How There Is a Better Way for Africa. Med den kom hennes stora genombrott, och hon skulle komma att släppa flera böcker de kommande åren.  
I maj 2009 utsåg TIME Magazine Moyo till en av världens 100 mest inflytelserika personer.

## Utbildning
- Oxford University (Ph.D.)
- Harvard University (M.A.)
- American University (B.S., MBA)